# You Know I'm No Good
Singles de Amy Winehouse
Rehab
(2006) Back to Black
(2007)
You Know I'm No Good est une chanson d'Amy Winehouse. Il s'agit du deuxième extrait, paru en 2007, de l'album Back to Black sorti en 2006.

## Historique
L'extrait instrumental de cette chanson (à environ 2:25) est la bande originale de la série britannique Journal intime d'une call girl.
La chanson a été reprise par Wanda Jackson en 2011 et par Cœur de pirate en 2014 (sur son album Trauma).

## Vidéoclip
La vidéo de You Know I'm No Good a été réalisée par Phil Griffin (qui a réalisé le vidéoclip de Rehab) et fera l'objet d'une émission sur le tournage du vidéoclip au Royaume-Uni[Quoi ?]. Dans cette vidéo, on retrouve Amy dans un bar avec des hommes, une chambre à coucher et un bain à bulles.
La vidéo entraîne une controverse au Royaume-Uni et est censurée de la BBC, tandis que MTV la diffuse quand même. Finalement, le clip est peu diffusé.

## Classements hebdomadaires
| Classement (2007/2011)         | Meilleure position |
| ------------------------------ | ------------------ |
| Allemagne (GfK Entertainment)  | 71                 |
| Autriche (Ö3 Austria Top 40)   | 50                 |
| Canada (Canadian Hot 100)      | 54                 |
| Espagne (PROMUSICAE)           | 48                 |
| États-Unis (Billboard Hot 100) | 77                 |
| France (SNEP)                  | 17                 |
| Irlande (IRMA)                 | 39                 |
| Pays-Bas (Single Top 100)      | 27                 |
| Royaume-Uni (UK Singles Chart) | 18                 |
| Royaume-Uni (UK R&B Chart)     | 1                  |
| Suisse (Schweizer Hitparade)   | 7                  |

## Jeux vidéo
Cette chanson est présente parmi les morceaux jouables dans le jeu vidéo Rayman Prod' présente : The Lapins Crétins Show (2008). Elle est interprétée par les Lapins Crétins eux-mêmes (au chant, basse, batterie, pouet-pouet).